# پناهگاه خانوادگی (فیلم)
پناهگاه خانوادگی (انگلیسی: Gimme Shelter) یک فیلم آمریکایی در ژانر درام و داستان بلوغ است که در سال ۲۰۱۳ منتشر شد.

## بازیگران
- ونسا هاجنز
- برندن فریزر
- رزاریو داوسون
- جیمز ارل جونز
- آن داود
- داشا پولانکو
- استفانی اسزوستاک
- امیلی مید